# Djurre de Haan
Djurre de Haan (Groningen, 24 maart 1981) is een Nederlands singer-songwriter, die zich als soloartiest van het alias awkward i bedient.

## Biografie
De Haan werd geboren in Groningen en begon rond 2000 met het schrijven van eigen nummers. In januari 2005 bracht het kleine Subroutine Records een eerste EP met de titel False starts in lo-fi uit, dat een jaar later gevolgd werd door de EP am the king of in between. Hetzelfde jaar bereikte hij de finale van de Grote Prijs van Nederland in de categorie singer-songwriter, die dat jaar gewonnen werd door Lucky Fonz III. Toen in 2007 bassist David Corel van Alamo Race Track op wereldreis ging, werd De Haan aangetrokken als stand-in, maar hij groeide al snel door tot volwaardig bandlid.  Ondertussen werkte De Haan door aan zijn eigen album en tekende hij een contract bij Excelsior Recordings.
In 2008 begon De Haan met Diederik Nomden, die eerder speelde in Johan, Daryll-Ann en Alamo Race Track-voorloper Redivider, te werken aan eigen materiaal in zijn thuisstudio. In 2009 kwam zijn debuutalbum i really should whisper uit, waarop naast De Haan en Corel ook Jelte van Andel, van Ghosttrucker, een belangrijke rol had. De plaat kreeg positieve kritieken. Aansluitend ging De Haan op tournee met Nomden en Van Andel om zijn plaat te promoten. Live lieten zij zich waar mogelijk bijstaan door Susanne Linssen van Hospital Bombers, Len Lucieer en David Corel van Alamo Race Track en Bo Koek van Kopna Kopna en Kitty Contana. In september 2009 trad hij als bassist tijdelijk toe tot Hospital Bombers, nadat diens bassist was opgestapt. In 2010 was De Haan als bassist te horen op Big blue yonder van collega-singer-songwriter Eckhardt.
Voor de opnames van het album Unicorn loves deer van Alamo Race Track keerde David Corel terug naar de band, waardoor De Haan enkel als zanger te horen is op het album. Toen Corel zich na de opnamen weer uit de band terugtrok, keerde De Haan niet terug, maar werd hij vervangen door Peter Akkerman zodat hij zich volledig kon richten op zijn eigen carrière. In hetzelfde jaar verscheen zijn tweede album Everything on wheels, dat ditmaal in de studio werd opgenomen met producer Frans Hagenaars om meer een livegeluid te vangen.
In 2012 voegde regisseur Michiel ten Horn een aantal bestaande nummers van awkward i toe aan zijn film De ontmaagding van Eva van End. Aangezien een aantal andere uitgekozen stukken vervolgens uit de toon bleken te vallen, vroeg Ten Horn hem of De Haan nog enkele nieuwe nummers voor de film wilde componeren, waarna een soundtrack ontstond van oud en nieuw materiaal. Begin 2013 kwam de film in de bioscoop. In 2017 componeerde De Haan de muziek voor de bioscoopfilm Monk.

## Discografie

### Als awkward i
- False starts in lo-fi EP (2005; Subroutine Records)
- am the king of in between EP (2006; Subroutine Records)
- i really should whisper (2009; Excelsior Recordings)
- Everything on wheels (2011; Excelsior Recordings)
- KYD (2018; Excelsior Recordings)

### Als gastmuzikant
- Unicorn loves deer van Alamo Race Track (2011; Excelsior Recordings) - zang

## Hitlijsten

### Albums
| Album met eventuele hitnotering(en) in de Nederlandse Album Top 100 | Datum van verschijnen | Datum van binnenkomst | Hoogste positie | Aantal weken | Opmerkingen |
| ------------------------------------------------------------------- | --------------------- | --------------------- | --------------- | ------------ | ----------- |
| i really should whisper                                             | 03-10-2009            | 24-10-2009            | 56              | 3            |             |
| Everything on wheels                                                | 22-10-2011            | 29-10-2011            | 35              | 2            |             |